# George Newberry
George Albert Newberry (ur. 6 marca 1917 w Swadlincote, zm. 29 grudnia 1978 w Burton upon Trent) – brytyjski kolarz torowy, brązowy medalista olimpijski.

## Kariera
Największy sukces w karierze George Newberry osiągnął w 1952 roku, kiedy wspólnie z Donem Burgessem, Ronem Strettonem i Alanem Newtonem zdobył brązowy medal w drużynowym wyścigu na dochodzenie podczas igrzysk olimpijskich w Helsinkach. Był to jedyny medal wywalczony przez Newberry’ego na międzynarodowej imprezie tej rangi oraz jego jedyny start olimpijski. W wyścigu o trzecie miejsce reprezentanci Wielkiej Brytanii pokonali Francuzów. Nigdy nie zdobył medalu na torowych mistrzostwach świata.